# Seth Gilliam
Seth Gilliam (sinh ngày 5 tháng 11 năm 1968) là một nam diễn viên người Mỹ.
Anh được biết đến với vai Ellis Carver trong The Wire, Clayton Hughes trong Oz, Dr. Alan Deaton trong Teen Wolf, và Father Gabriel Stokes trên The Walking Dead.

## Thời thơ ấu
Gilliam tốt nghiệp State University of New York at Purchase năm 1990.

## Danh sách phim

### Điện ảnh
| Năm  | Tên                                | Vai              | Ghi chú |
| ---- | ---------------------------------- | ---------------- | ------- |
| 1993 | Joey Breaker                       | Jeremy Breaker   |         |
| 1993 | Mr. Wonderful                      |                  |         |
| 1994 | The Hardest Part                   | Derek            |         |
| 1995 | Jefferson in Paris                 | James Hemings    |         |
| 1996 | Courage Under Fire                 |                  |         |
| 1997 | Starship Troopers                  |                  |         |
| 1997 | Tar                                | Tyrone           |         |
| 2000 | Punks                              | Marcus           |         |
| 2002 | Personal Velocity: Three Portraits | Vincent          |         |
| 2005 | The Great Wonderful                | Clayton          |         |
| 2008 | Sympathetic Details                | Raymond          |         |
| 2009 | The People v. Leo Frank            | Jim Conley       |         |
| 2009 | Did You Hear About the Morgans?    |                  |         |
| 2010 | Betrayed                           | Roger Waite      |         |
| 2011 | Stake Out: Atlantic Salmon         |                  |         |
| 2014 | Still Alice                        | Frederic Johnson |         |
| 2015 | Police State                       |                  |         |